# Sander Kleinenberg
Sander Kleinenberg (Delft, 1971) is een Nederlands diskjockey en producent. Hij is vooral bekend van zijn hit "My Lexicon" uit 2000. In 2004 zette DJ Magazine Kleinenberg op de twaalfde plaats in een lijst van de beste dj's. Kleinenberg is tevens oprichter en eigenaar van Little Mountain Recordings, dat in 2011 werd omgedoopt tot THIS IS Recordings.

## Biografie
Kleinenberg werd geboren in Delft en verhuisde op zijn zevende naar Almelo. Hij begon in 1987 met het draaien van platen. Aanvankelijk draaide hij diverse genres, maar later richtte hij zich alleen nog op dance. Zijn eerste optreden was in een discotheek in Vriezenveen. Hierna wordt hij uitgenodigd om te draaien in Duitsland. Zijn muziek wordt uitgegeven door Wonka (België), Superstition (Duitsland) en Strictly Rhythm (Verenigde Staten). Bij Wonka bracht hij in 1993 zijn eerste single, "Bombay", uit. Hij deed dat met een paar vrienden onder de naam Free Frogs. Ook bij Polygram Frankrijk maakt hij een album, onder de naam Melk. Rond 1996 verhuist Kleinenberg naar Den Haag, waar hij zijn meeste platen uitbrengt bij Deal Records.
In 1998 werkte Kleinenberg samen met Stef Vrolijk. Zij gaven - meestal onder de naam S'n'S - muziek uit. In die periode tekent hij ook een contract bij het Haagse Combined Forces. Kleinenbergs definitieve doorbraak is de 4 Seasons-serie, waarmee hij ook bekendheid vergaart in het Verenigd Koninkrijk. In dat land treedt hij op in clubs zoals Gatecrasher en Cream. Samen met DJ Per zet hij in 2000 de Earth-avond op in de Melkweg, Amsterdam. Niet veel later verhuist Kleinenberg samen met zijn vriendin naar Londen. In 2002 wint hij een Lucky Strike Dance Award als beste producent.
Kleinenberg maakt remixes van singles van bekende artiesten zoals Janet Jackson, N*E*R*D en Justin Timberlake (waar zijn "Rock Your Body"-remix genomineerd werd voor een USA Dancestar Award voor The Dance Music Academy. Hij wint de Best Remix-prijs). Tijdens oudejaarsavond 2004 draait Kleinenberg in New York. In 2006 wint hij opnieuw een prijs voor Best European DJ tijdens de Winter Music Conference. Dan krijgt Kleinenberg een burn-out, waardoor hij zijn optredens in juni 2006 moest afzeggen. Niet veel later komt de comeback met het themanummer van Sensation 2006: "This is Sensation".
In augustus 2007 kwam het mixalbum This is Sander Kleinenberg uit. Op 17 augustus 2007 werd ter gelegenheid hiervan een feest in Panama (Amsterdam) georganiseerd. In 2009 kwam de opvolger This is Sander Kleinenberg 2 uit. In mei 2009 begon Kleinenberg aan een studioalbum dat een jaar later, in november 2010, uitkwam onder de naam 5K. Hiervoor werkte hij samen met onder anderen Josh Gabriel van het duo Gabriel & Dresden, Miss Montreal, Kraak & Smaak, Ursula Rucker en Jamie Cullum.
Op 20 juni 2014 introduceerde het label Spinnin' Records het nummer "We-R-Superstars" aan het publiek.

## Discografie

### Albums
- Melk (1996)
- Mixmag presents Tranceglobal Airwaves (2000)
- Global Underground: NuBreed 4 (2000)
- Next - Progressive (2001)
- Essential Mix (2002)
- Everybody mixed by Sander Kleinenberg (2003)
- This Is Everybody Too! (2004)
- This Is Everybody On Tour (2006)
- This is Sander Kleinenberg (2007)
- This is Sander Kleinenberg 2 (2009)
- 5K (2010)

### Singles
| Single met eventuele hitnotering(en) in de Nederlandse Top 40 | Datum van verschijnen | Datum van binnenkomst | Hoogste positie | Aantal weken | Opmerkingen                                          |
| ------------------------------------------------------------- | --------------------- | --------------------- | --------------- | ------------ | ---------------------------------------------------- |
| My Lexicon                                                    | 2000                  | -                     |                 |              | #99 in de Single Top 100                             |
| The Fruit                                                     | 2005                  | 22-01-2005            | tip5            | -            | #46 in de Single Top 100                             |
| This is Sensation (Anthem 2006)                               | 2006                  | 08-07-2006            | tip15           | -            | #19 in de Single Top 100                             |
| Remember When                                                 | 2010                  | 30-10-2010            | tip10           | -            | als 5K / met Jamie Cullum / #92 in de Single Top 100 |

### Overige singles
| - Bombay (1993) (onder de naam Free Frogs) - Transporter (1994) (onder de naam Europe, met Raymond Heg en Kelvin Smits) - Sander5 (1995) (onder de naam Sander) - Time Fax (1995) (onder de naam Sakan, met Khalid Ouaziz) - Clear Cut (1996) (onder de naam Rails Inc., met DJ Per) - It Moves (1996) (onder de naam MTF, met Stef Vrolijk) - Ydw (1996) (onder de naam S'n'S, met Stef Vrolijk en Axel Behrend) - You Do Me Wrong (1996) (onder de naam Sander 'n' Stef, met Stef Vrolijk) - Conflicts (1997) (onder de naam S'n'S, met Stef Vrolijk en Axel Behrend) - Running (1997) (onder de naam MTF, met Stef Vrolijk) - The Rhythm (1997) - Bullets (1998) (onder de naam Mevrouw Spoelstra, met Stefan Brügesch) - Dancin' (1998) - Save The Time (1998) (onder de naam Sander) - Feelin' Good (1998) - For Your Love (1998) | - 4 Seasons Ep 1-3 (1999) - Airtight (1999) (onder de naam Mevrouw Spoelstra) - Grand Bazaar (1999) (onder de naam Mevrouw Spoelstra, met Stefan Brügesch) - 4 Seasons Ep 2-3 (2000) - My Lexicon (2000) - Sacred (2000) - Observator (2000) - Penso Positivo ep (2000) - 4 Seasons Part 3 (2003) (met Marielle Dijkhuizen als gastmuzikant) - Repeat to Spec)ify' (2003 - The Fruit (2004) - The Fruit (remixes) (2005) - My Lexicon (2006) - This is Miami (2006) - This is Sensation (Anthem 2006) (2006) - This is Our Night (2009) - R.Y.A.N.L. (2010) - M.A.N.I.A.C. (2010) - Remember When (2010) (met Jamie Cullum) - The Journey (2011) (met Kraak & Smaak en Ursula Rucker) - The Healer (2011) - Closer (2011) (met Neil Ormandy) - Chemically (2011) (met Ryan Starr) - We-R-Superstars (2014) - Can You Feel It! (2014) (met Gwen McCrae) |

### Remixes
- Art of Silence - West 4 (1995)
- Vincent de Moor - Between 2 Fires (1999)
- Three Drives On A Vinyl - Greece 2000 (1999)
- Sasha & Darren Emerson - Scorchio (2001)
- PMT - Deeper Water (2001)
- Röyksopp - Poor Leno (2001)
- System F - Exhale (2001)
- Lamya - Empires (Bring Me Men) (2002)
- Lexicon Avenue - From Dusk Till Dawn (2002)
- Justin Timberlake - Rock Your Body (2003)
- BT - Somnambulist (2003)
- Janet Jackson - All Nite (Don't Stop) (2004)
- N.E.R.D - Maybe (2004)
- Eurythmics - I've Got a Life (2005)
- Kane - Something To Say (2005)
- Mylo - Muscle Car (2006)
- Dev - Bass Down Low (2010) (als 5K)
- Lifelike - Love Emulator (2010)
- Kraak & Smaak - Dynamite (2010)
- Katy Perry - T.G.I.F. (2011) (als 5K)
- Daft Punk - Tron Legacy (2011)
- Blush ft. Snoop Dogg - Undivided (als 5K) (2011)
- Manufactured Superstars - Drunk Text (2011)